# Rémi sans famille
Rémi sans famille (bra: O Pequeno Órfão) é um filme francês de 2018, do gênero comédia dramática, dirigido por Antoine Blossier, com roteiro baseado no romance Sans Famille, de Hector Malot.

## Sinopse
Rémi é um garoto que é abandonado em uma igreja quando bebê. A doce Madame Barberin assume a maternidade, porém seu marido, com dificuldades financeiras após um grave acidente, resolve devolver ele para o orfanato. No caminho porém se depara com um ex-violinista chamado Vitalis, um artista de rua com um macaco, Joli-Coeur e um cachorro, Capi. Vitalis descobriu o talento musical de Rémi e se ofereceu para "alugar" o garoto para escapar do orfanato. Os dois passam a viajar pela França para entreter as pessoas.

## Elenco
- Daniel Auteuil como Vitalis
- Maleaume Paquin como Rémi
- Jacques Perrin como Rémi mais velho
- Virginie Ledoyen como Mrs. Harper
- Jonathan Zaccaï como Jérôme Barberin
- Ludivine Sagnier como Mrs. Barberin
- Zoe Boyle como Mrs. Milligan
- Albane Masson como Lise
- Nicholas Rowe como James Milligan
- Nicola Duffett como Mrs. Driscoll
- Simon Armstrong como Mr. Driscoll